# Dirty Pretty Things (film)
Dirty Pretty Things is een Britse thriller/dramafilm uit 2002 van regisseur Stephen Frears. De productie werd genomineerd voor onder meer een Academy Award, twee BAFTA's, twee European Film Awards en de Political Film Society Award. Zestien andere filmprijzen werden toegekend.

## Verhaal
De illegaal in Londen verblijvende Nigeriaan Okwe (Chiwetel Ejiofor) grijpt elke baantje aan dat hij kan krijgen om in zijn onderhoud te kunnen voorzien. Hij is eigenlijk een dokter, maar moest uit zijn geboorteland vluchten vanwege een (valse) aanklacht van moord op zijn vrouw. Een van zijn werkzaamheden is receptionist in een hotel. Daar meldt de met hem bevriende prostituee Juliette (Sophie Okonedo) hem dat er op de kamer waar ze zojuist vandaan komt een wc verstopt zit. Okwe gaat kijken en vindt een menselijk hart in de afvoer.
Okwe meldt het aan zijn baas Juan (Sergi López), die laconiek reageert. Hij vertelt Okwe het vooral te vergeten en dat hij zich geen ellende op de hals wil halen. Okwe vertelt het ook aan het Turkse kamermeisje Senay Gelik (Audrey Tautou), met wie hij samen een kamer bewoont. Ze kunnen er allebei niet mee naar de politie. Okwe niet vanwege zijn illegale status en Senay niet omdat ze eigenlijk helemaal geen baan mag hebben in afwachting van de goede papieren. De immigratiedienst is haar op het spoor.
Terwijl Okwe zijn best doet om Senay te beschermen tegen de immigratieambtenaars en louche types, wordt hij bij twee illegale Afrikanen geroepen. Een van hen heeft een lelijk openstaand litteken op zijn zij van een illegale operatie op een nier die hij verkocht heeft. Er blijkt een illegale handel in organen plaats te vinden in het hotel, waar Juan tot over zijn oren in zit. De omstandigheden waaronder de operaties plaatsvinden zijn slecht en de overlijdensrisico's groot. Senay is niettemin de volgende die een nier wil verkopen om zo aan voldoende geld te komen om naar de Verenigde Staten te gaan.

## Rolverdeling
- Chiwetel Ejiofor - Okwe/Dr. Olusegun Olatokumbo Fadipe
- Audrey Tautou - Senay Gelik
- Sergi López - Sneaky (Juan)
- Sophie Okonedo - Juliette
- Zlatko Buric - Ivan
- Benedict Wong - Guo Yi
- Jean-Philippe Écoffey - Jean-Luc
- Sotigui Kouyaté - Shinti

## Prijzen
- American Black Film Festival - beste acteur (Ejiofor)
- Black Reel Awards - beste acteur (Ejiofor)
- British Independent Film Awards - beste acteur (Ejiofor), beste Britse Independant film, beste regisseur, beste screenplay (Steven Knight)
- Edgar Allan Poe Awards - beste screenplay (Knight)
- Evening Standard British Film Awards - beste acteur (Ejiofor), beste film
- Humanitas Prize - Feature Film Category (Knight)
- London Critics Circle Film Awards - beste screenwriter van het jaar (Knight)
- National Board of Review - Freedom of Expression Award, Special Recognition
- San Diego Film Critics Society Awards - beste acteur (Ejiofor), beste film
- Filmfestival van Venetië - Sergio Trasatti Award (Frears)

## Trivia
- Audrey Tautou speelt een Turkse vrouw, maar is feitelijk een Française die verklaard heeft niet anders te weten dan 100% Frans te zijn.
- Dirty Pretty Things is Tautou's zestiende film, maar de eerste waarin ze Engels spreekt.